# Nord-Express

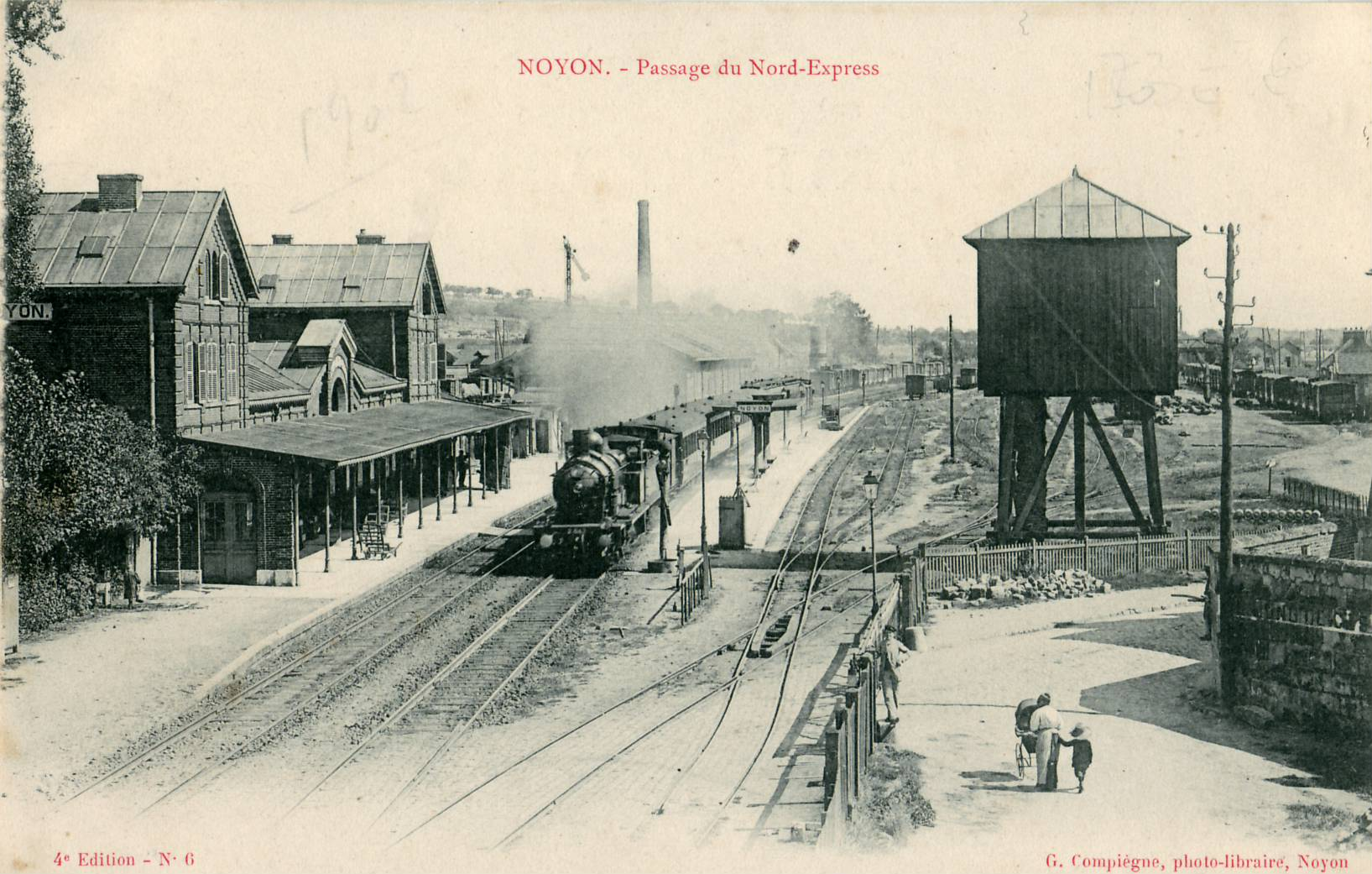
Der Nord-Express Anfang des 20. Jahrhunderts bei der Durchfahrt durch Noyon

Der Nord-Express war ein Fernzug mit im Laufe der Jahrzehnte wechselnden Laufwegen, der Paris mit Russland, später mit Polen und Skandinavien verband. Er galt in seiner Blütezeit vor dem Ersten Weltkrieg als der europäische Luxuszug schlechthin.

## Geschichte

### Ursprüngliches Projekt

Nord-Express von 1896 bis 1914 (rot: Normalspur, blau: russische Breitspur, schwarz: Anschlüsse mit dem Sud-Express sowie nach London)

Nach Gründung der Compagnie Internationale des Wagons-Lits (CIWL) durch den Belgier Georges Nagelmackers entwarf dieser Projekte für europaweite Fernverbindungen mit Luxuszügen. Ziel seiner Anstrengungen war unter anderem auch eine transkontinentale Verbindung von Lissabon nach Sankt Petersburg. Dieses Konzept war zu komplex und konnte nicht umgesetzt werden. Es entstanden vielmehr zwei getrennte Verbindungen: Lissabon–Paris als Sud-Express und ab dem 9. Mai 1896, dem Beginn des Sommerfahrplans dieses Jahres, der Nord-Express von Ostende/Paris nach St. Petersburg.

### Anfangsjahre
Für den Betrieb des Nord-Express musste die CIWL Verträge und Fahrplanvereinbarungen, beginnend mit der Compagnie des chemins de fer du Nord in Frankreich, über die gesamte Strecke bis St. Petersburg mit 14 Eisenbahnverwaltungen, darunter neun preußischen Direktionen, sowie dem Schiffsdienst zwischen Dover und Ostende schließen. Die Geschäftsführung lag dabei bei der Königlichen Eisenbahndirektion Berlin, da die Preußischen Staatseisenbahnen den größten zusammenhängenden Streckenteil des Laufweges des Zuges (1419 km) stellte. Hier trug er die Zugnummer L11/12.
Er fuhr in seiner Blütezeit vor dem Ersten Weltkrieg als exklusiver Luxuszug von Paris und Ostende (mit Anschluss von London) über Hannover, Berlin, die Preußische Ostbahn und Dwinsk (Dünaburg, heute Daugavpils) nach St. Petersburg mit Kurswagen nach Riga. Eingesetzt wurden speziell konstruierte, markante dunkelbraune Wagen. Zu Beginn verkehrte er einmal wöchentlich, ab Herbst 1897 zweimal wöchentlich und ab Ende 1899 täglich. Nach 1900 verkehrte der Zug westlich von Berlin täglich. Östlich von Berlin fuhr er zweimal wöchentlich in Richtung St. Petersburg und Riga und einmal wöchentlich von und nach Warschau und Moskau über Bentschen, Posen und Thorn.
Eine umsteigefreie Zugverbindung war jedoch wegen der unterschiedlichen Spurweiten in Russland und Westeuropa, ebenso wie eine Umspurung noch nicht möglich. So wurde eine russische Verbindung Sankt Petersburg–Eydtkuhnen eingerichtet. Dort wurde in baugleiche Wagen der Normalspur am selben Bahnsteig umgestiegen. In der Gegenrichtung geschah das im Bahnhof Wirballen (russisch Вержболово). Die beiden nur zwei Kilometer voneinander entfernt liegenden Grenzbahnhöfe waren beide mit beiden Spurweiten ausgestattet. Der Zug wurde in der Regel aus einem Packwagen, einem Speisewagen und vier Schlafwagen gebildet.
Die Fahrzeit zwischen Paris und St. Petersburg betrug etwa 52 Stunden. In Daugavpils bestand bis 1914 Anschluss über Kurswagen an die Transsibirische Eisenbahn und damit bis China.
Im Ersten Weltkrieg wurde die Verbindung, die nun die Fronten durchschnitt, eingestellt.

### Zwischenkriegszeit

Zuglauf des Nord-Express und seiner Kurswagen zwischen 1925 und 1939 (Stand 1939, in blau abweichende Fahrtwege vor 1933)

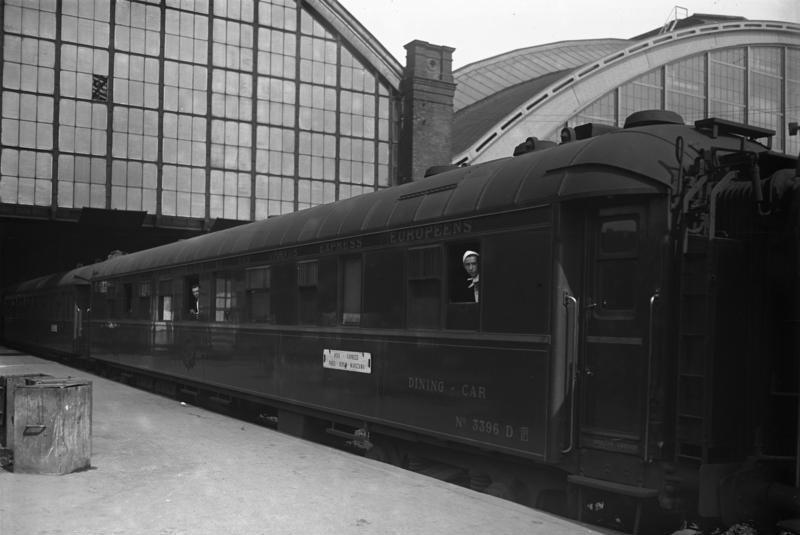
Speisewagen des Nord-Express 1929 im Schlesischen Bahnhof in Berlin

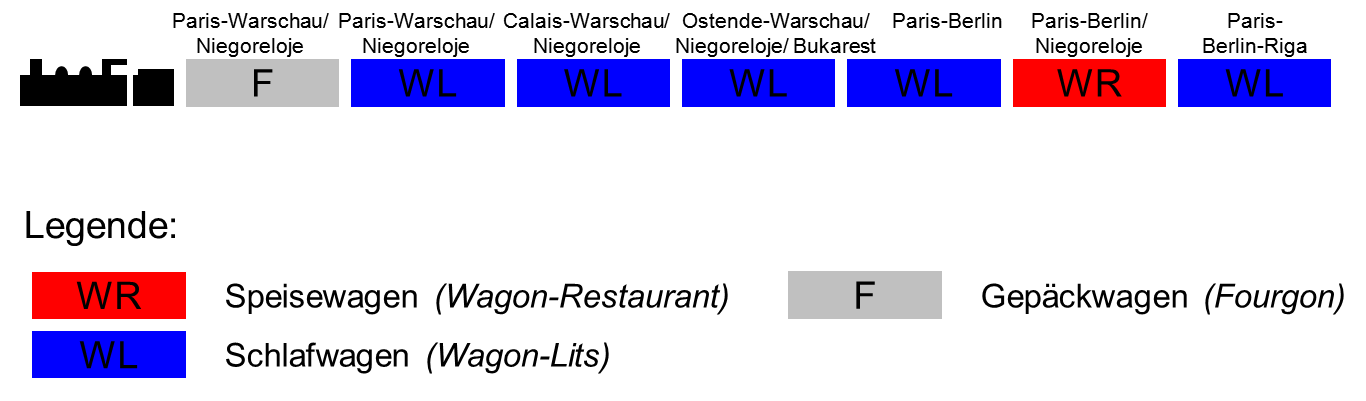
Zugbildung des Nord-Express im Winterfahrplan 1938/39, Abschnitt Hannover–Berlin

Der Erste Weltkrieg verschob die von dem Zug überschrittenen Grenzen, bewirkte den Umsturz der politischen Systeme in einigen der beteiligten Staaten und eine generelle wirtschaftliche Krise, die in der Hyperinflation 1923 gipfelte und dem Zug sein Fahrgastpotential entzog. Die große Zeit des Nord-Express war vorbei.
Im Versailler Vertrag wurde das Deutsche Reich verpflichtet, internationale Expresszüge auf den Strecken der Reichsbahn mindestens mit einer den jeweils schnellsten nationalen Zügen vergleichbaren Geschwindigkeit zu führen. Ab 1921 wurde auf dieser Basis über die Wiedereinführung des Nord-Express verhandelt. Ziel vor allem der französischen Regierung war dabei, eine zuverlässige Verbindung in das neu entstandene Polen, einen wichtigen Teil des Cordon sanitaire zu erhalten.
Zunächst konnte die CIWL allerdings nur direkte Kurswagen durchsetzen, die in Schnellzügen mitgeführt wurden. Ab dem 15. März 1921 verkehrten direkte Schlafwagen von Ostende, Calais und Paris nach Warschau, Wagen nach Riga folgten 1923. Der dafür eingesetzte Durchgangszug (D) führte in Frankreich und Deutschland die alten Zugnummern des Nord-Express. Ab 1924 erhielt er die Bezeichnung Paris-Berlin-Riga-Varsovie-Express.
Erst mit dem Beginn des Fahrplanjahres 1926/27, am 15. Mai 1926, sollte der Nord-Express wieder als Luxuszug ausschließlich mit Schlaf- und Speisewagen zwischen Paris und Warschau eingeführt werden. Józef Piłsudskis Maiputsch 1926 verhinderte dies jedoch, zunächst fuhr der Zug nur zwischen Paris und Berlin. Erst ab dem 15. Mai 1927 fuhr der Nord-Express wieder bis Warschau. Wegen des Desinteresses der Sowjetischen Eisenbahnen führte der Laufweg im Osten aber nicht mehr nach Russland. Dafür erhielt der Zug nun direkte Schlafwagen von Paris und Ostende sowie Calais (mit Anschluss von London) über Berlin nach Warschau und Riga. Ursprünglich war geplant, zwischen Berlin und Riga einen eigenständigen Flügelzug zum Nord-Express als L 21/22 einmal pro Woche zu führen, dessen Einführung unterblieb jedoch, obwohl hierzu bereits entsprechende Verträge abgeschlossen worden waren.
Ab 1929 gab es einen Schlafwagen von Paris nach Hamburg, der zunächst versuchsweise 1932 und dann ab 1935 dauerhaft nach Kopenhagen verlängert wurde. Dort bestanden Anschlüsse in die anderen skandinavischen Hauptstädte. 1934 wurden die direkten Schlafwagen von Ostende nach Berlin, Warschau und Riga eingestellt, dafür erhielt der Nord-Express einen Kurswagen von Ostende nach Bukarest, der ab Berlin in normalen Schnellzügen über Breslau, Krakau und Lemberg geführt wurde. Von 1929 bis 1933 brachte der Ostende-Köln-Pullman-Express die Kurswagen für den Nord-Express nach Berlin, Riga und Warschau von Ostende bis Brüssel.
Ebenfalls ab 1929 verkehrte der Zug in Polen über die Neubaustrecke Stralkowo–Kutno, die den Fahrweg um 86 Kilometer verkürzte. Durch verbesserten Oberbau und geänderte Laufwege konnten im Laufe der Jahre mehrere Stunden Fahrzeitgewinn erzielt werden. Dadurch gelang es erstmals 1935/36, in Paris den direkten Anschluss mit dem Süd-Express von und nach Lissabon herzustellen.
Der Nord-Express, in dem die CIWL seit Beginn der 1930er Jahre mit dem CIWL Typ Lx auch ihren komfortabelsten Schlafwagentyp einsetzte, verkehrte auf seiner nachfragestärksten Relation, westlich von Berlin, täglich. Östlich von Berlin verkehrte er dagegen nur dreimal in der Woche und endete in der Regel in Warschau. Der Rigaer Kurswagen wurde zwischen Berlin und dem Grenzbahnhof Eydtkuhnen mit dem Zugpaar D 1/2 über die Preußische Ostbahn befördert. Ab Eydtkuhnen brachte ihn ein Schnellzug der Litauischen Staatsbahnen bis zur lettischen Grenze, wo ihn die lettische Staatsbahn LVD für die letzten Kilometer bis Riga übernahm. Die ursprüngliche 1927 geplante und bereits schriftlich vereinbarte Führung eines kompletten Flügelzuges als CIWL-Luxuszug kam nicht zustande, es blieb bei Kurswagen. Nur von 1936 bis 1939 wurde der Nord-Express bis zur polnisch-russischen Grenze weitergeführt und hatte dort Anschluss nach Moskau. Ab 1938 fuhr er zudem täglich bis Warschau.
Der Zweite Weltkrieg beendete dieses zweite Kapitel der Geschichte des Nord-Express. Er wurde am 27. August 1939 eingestellt.

### Nachkriegszeit

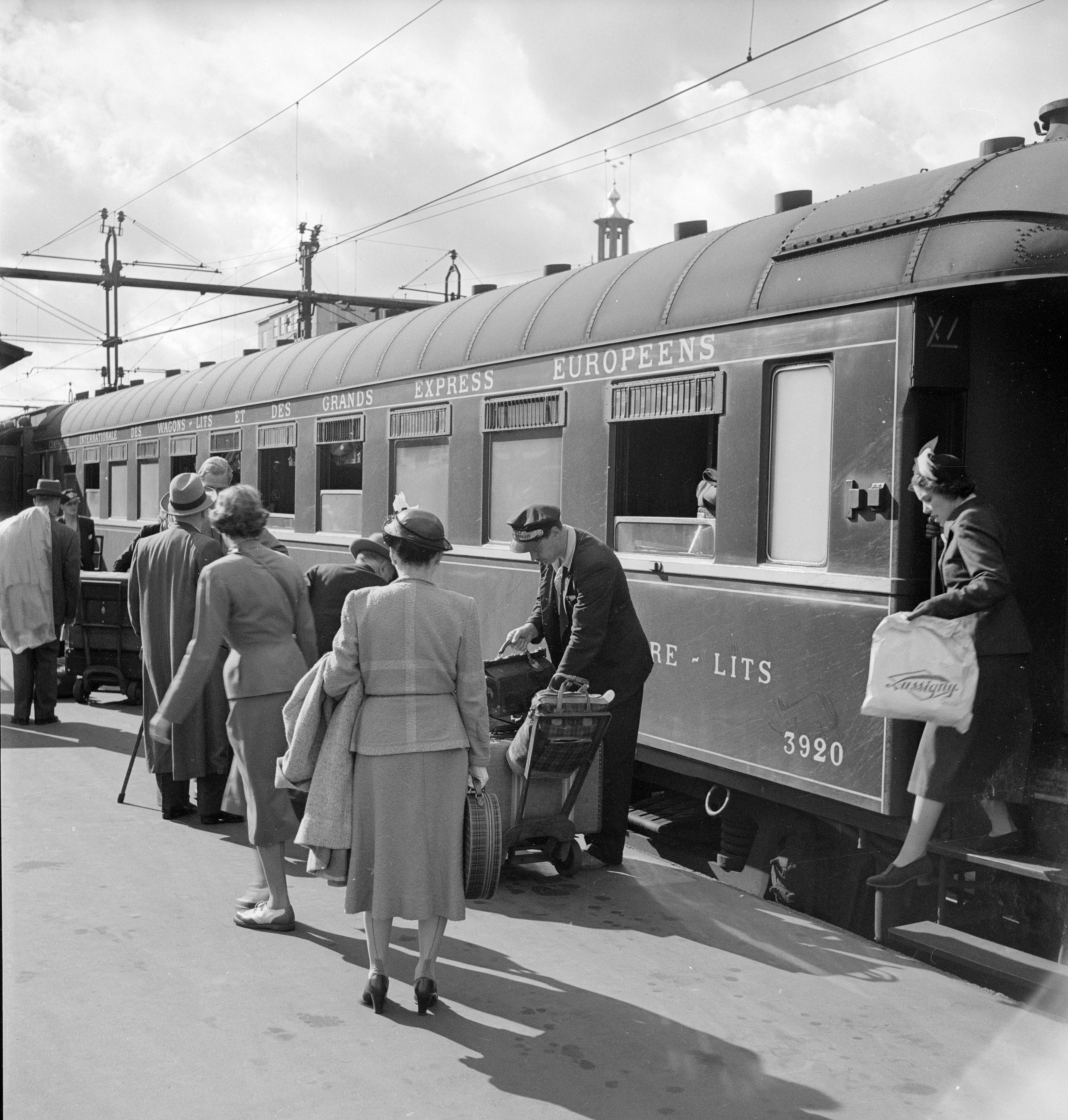
Der Nord-Express in Stockholm Hauptbahnhof in den 1940ern.

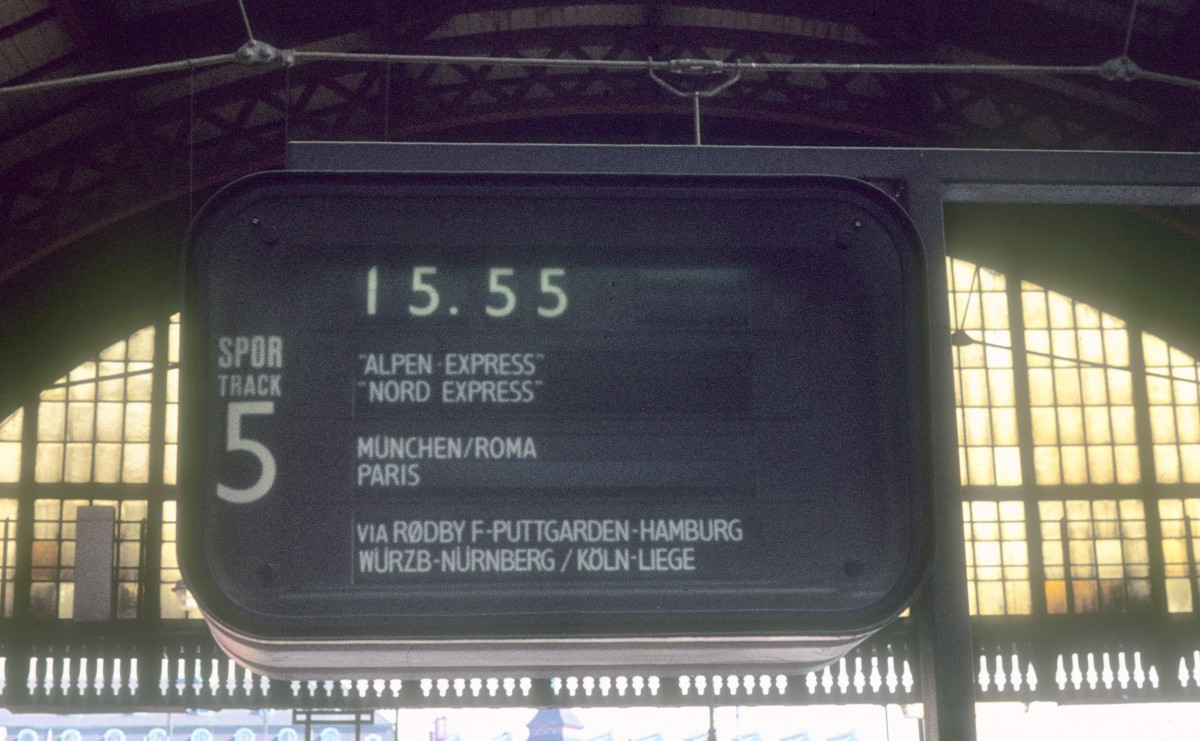
Der Nord-Express fährt 1974 von Kopenhagen Hauptbahnhof ab.

Nach dem Zweiten Weltkrieg war der Nord-Express der erste internationale Fernzug im Zivilverkehr, der wieder über deutsches Gebiet verkehrte, zunächst in der Relation Paris–Köln–Helmstedt–Berlin mit der traditionellen Nummer L11/12. Dazu verkehrte als Flügelzug eine Verbindung von Calais (mit Anschluss von Großbritannien) nach Lüttich. Der erste Verkehrstag ist nicht mehr feststellbar. Im Mai 1946 verkehrte der Zug aber, damals drei Mal wöchentlich. Nachdem der Eiserne Vorhang sich zunehmend verfestigte, sank die Fahrgastzahl östlich der neuen Grenzziehung. Schon ab dem 7. Oktober 1946 verkehrte der Zug zwischen Paris und Stockholm über Aachen, Bremen, Hamburg sowie Flensburg und Kopenhagen, ab 1963 über die Vogelfluglinie. Ab 1947 war der Zug auch für deutsche Reisende im innerdeutschen Verkehr wieder in beschränktem Umfang zugelassen. Ab 1952 erhielt der Nord-Express zudem direkte Schlafwagen von Paris nach Oslo und Stockholm. Er wurde allerdings nicht mehr ausschließlich aus CIWL-Wagen gebildet. Bis einschließlich des Sommerfahrplans 1951 behielt der Nord-Express die Zuggattung Luxuszug, in Deutschland war er zuletzt der einzige Zuglauf dieser Zuggattung. Mit Abschaffung der Zuggattung wurde der Nord-Express zu einem normalen internationalen Schnellzug, behielt aber als D 11/12 bis 1966 die traditionelle, noch aus den Zeiten als Luxuszug stammende Zugnummer. Ab 1967 wurde er als D 373/274 bezeichnet. Ab Mitte der 1970er Jahre verlor er allmählich die langlaufenden Schlafwagen nach Skandinavien. Zuletzt verkehrte der Nord-Express (1993/1994 als D 232/233) auf der Route Ostende–Kopenhagen und wurde 1997 eingestellt.

## Nachfolger
Die schnellste Bahnverbindung zwischen Sankt Petersburg und Paris führt heute nicht mehr über die baltischen Staaten und die alte Ostbahn, sondern über Moskau–Minsk–Brest–Warschau–Berlin–Hannover–Köln–Brüssel nach Paris. Zwischen Deutschland und den baltischen Staaten besteht kein durchgehender Bahnverkehr mehr.
Bis 2008 verkehrte täglich ein Nachtzug von Hamburg-Altona über Bremen–Osnabrück–Lüttich–Brüssel nach Paris. Zum Fahrplanwechsel am 13. Dezember 2008 wurde der Zug zunächst eingestellt und ab Dezember 2010 wieder eingerichtet. Zum Fahrplanwechsel im Dezember 2014 stellten die DB und die SNCF ihre letzten Nachtzugverbindungen von Paris nach Deutschland ein, ebenso verlor Kopenhagen alle Nachtzüge. Ab 2015 betrieb die russische Staatsbahn RŽD einen dreimal pro Woche verkehrenden Direktzug Moskau–Berlin–Paris mit Schlafwagen, der zuerst wegen der COVID-19-Pandemie ausgesetzt und danach wegen der Sanktionen nach dem Russischen Überfall auf die Ukraine suspendiert wurde.

## Kulturelle Bedeutung
Der Nord-Express hat deutlich weniger Aufmerksamkeit erhalten als der Orient-Express. Er ist dennoch einer der bekanntesten Luxuszüge der CIWL und wurde in einigen Romanen und Filmen thematisiert.
Der Roman Maigret und Pietr der Lette beginnt mit der Ankunft des Nord-Express im Gare du Nord (Bahnhof Paris-Nord), die erste deutsche Übersetzung erschien 1936 mit dem Titel Nordexpress. Der 1951 gedrehte Krimi Der Fremde im Zug von Alfred Hitchcock lief im deutschen Verleih mehrere Jahre lang unter dem Titel Verschwörung im Nordexpress, in Frankreich hieß der Film L'Inconnu du Nord-Express. Vladimir Nabokov fuhr 1906 mit dem Nord-Express von St. Petersburg nach Paris und schilderte dies in seiner 1967 erschienenen Autobiografie (Erinnerung, sprich. Wiedersehen mit einer Autobiographie). Filmisch wurde der Nord-Express auch 1971 in einem Tatort-Krimi mit dem Namen Kressin stoppt den Nordexpress verewigt. Den Zollfahnder Kressin spielte Sieghardt Rupp.
Bekannt sind auch die von A. M. Cassandre im Auftrag der CIWL entworfenen Art-déco-Plakate für den Nord-Express.